# Aad den Butter
Aad den Butter (Rotterdam, 10 november 1946) is een voormalig profvoetballer van Excelsior.
Aad den Butter maakte midden jaren zestig zijn debuut voor Excelsior. Hij speelde veelal op het middenveld en promoveerde met de Rotterdammers in 1970 naar de eredivisie. Op het hoogste niveau scoorde hij acht keer voor Excelsior in bijna 150 wedstrijden. In 1977 beëindigde hij zijn profvoetballoopbaan.
Aad den Butter is de jongere broer van Gerrit den Butter.

## Carrièrestatistieken
| Seizoen         | Club            | Land            | Competitie       | Competitie | Competitie | Beker | Beker | Internationaal | Internationaal | Overig | Overig | Totaal | Totaal |
| Seizoen         | Club            | Land            | Competitie       | Wed.       | Dlp.       | Wed.  | Dlp.  | Wed.           | Dlp.           | Wed.   | Dlp.   | Wed.   | Dlp.   |
| --------------- | --------------- | --------------- | ---------------- | ---------- | ---------- | ----- | ----- | -------------- | -------------- | ------ | ------ | ------ | ------ |
| 1965/66         | Excelsior       | Nederland       | Tweede divisie B | –          | 1          | –     | 0     | 0              | 0              | 0      | 0      | –      | 1      |
| 1966/67         | Excelsior       | Nederland       | Tweede divisie   | –          | 2          | –     | –     | 0              | 0              | 0      | 0      | –      | 2      |
| 1967/68         | Excelsior       | Nederland       | Tweede divisie   | –          | 0          | –     | 0     | 0              | 0              | 0      | 0      | –      | 0      |
| 1968/69         | Excelsior       | Nederland       | Tweede divisie   | –          | 3          | –     | 0     | 0              | 0              | 0      | 0      | –      | 3      |
| 1969/70         | Excelsior       | Nederland       | Eerste divisie   | –          | 3          | 2     | 1     | 0              | 0              | 0      | 0      | –      | 4      |
| 1970/71         | Excelsior       | Nederland       | Eredivisie       | –          | 1          | –     | 0     | 0              | 0              | 0      | 0      | –      | 1      |
| 1971/72         | Excelsior       | Nederland       | Eredivisie       | –          | 0          | –     | 1     | 0              | 0              | 0      | 0      | –      | 1      |
| 1972/73         | Excelsior       | Nederland       | Eredivisie       | –          | 1          | –     | 0     | 0              | 0              | 0      | 0      | –      | 1      |
| 1973/74         | Excelsior       | Nederland       | Eerste divisie   | –          | 4          | –     | 0     | 0              | 0              | 0      | 0      | –      | 4      |
| 1974/75         | Excelsior       | Nederland       | Eredivisie       | –          | –          | –     | 0     | 0              | 0              | 0      | 0      | –      | –      |
| 1975/76         | Excelsior       | Nederland       | Eredivisie       | –          | –          | –     | 0     | 0              | 0              | 0      | 0      | –      | –      |
| 1976/77         | Excelsior       | Nederland       | Eerste divisie   | –          | –          | –     | 0     | 0              | 0              | –      | –      | –      | –      |
| Carrière totaal | Carrière totaal | Carrière totaal | Carrière totaal  | –          | –          | –     | 2     | 0              | 0              | –      | –      | –      | –      |

## Erelijst
Excelsior
| Nationaal      |    |         |
| Eerste divisie | 1x | 1973/74 |